# Herbert Breth
Herbert Breth (* 29. Juni 1913 in Wien; † 5. Januar 2006 in Darmstadt) war ein deutscher Bauingenieur. Er war Professor an der damaligen TH Darmstadt.

## Leben
Breth besuchte die Hochschule für Bodenkultur in Wien, an der er 1936 seinen Abschluss machte. Danach war er bei der Degebo (Deutsche Gesellschaft für Bodenmechanik) in Berlin, die der TU Berlin zugeordnet war, wo er 1938 promoviert wurde. An der Degebo arbeitete er auch mit Wilhelm Loos, deren Geschäftsführer, über geotechnische Probleme in Zusammenhang mit Straßenbau und an Erddruck-Experimenten.
Breth war schon Anfang der 1950er Jahre anerkannter Experte für Staudammbau und betreute weltweit Projekte auf diesem Gebiet. Insgesamt hatte er 67 große Dammprojekte. Eines davon war der Forggensee im Ostallgäu. Ab 1960 war er Professor in Darmstadt, wo er ab 1961 bis zu seiner Emeritierung 1980 das Institut für Grundbau und Bodenmechanik der damaligen TH Darmstadt (heute TU Darmstadt) und die zugehörige Versuchsanstalt leitete.
Außer durch Dammprojekte machte sich einen Namen bei Bauprojekten in Frankfurt am Main. In den 1970er Jahren untersuchte er an seinem Institut und mit seinem Ingenieurbüro das Verhalten von Hochhausgründungen und tiefen Baugruben im Frankfurter Ton, wobei auch Stoffmodelle für den Ton erstellt und die Berechnung mit Finiten Elementen vorangetrieben wurden. Er verband dies aber mit messtechnischer Überwachung und Überprüfung der Rechenmodelle an den Bauprojekten. Er war in Frankfurt neben Hochhausgründungen auch am Bau der Frankfurter U-Bahn beteiligt. Dort wurde Anfang der 1970er Jahre weltweit erstmals bei der Untertunnelung des Frankfurter Römers die Neue Österreichische Tunnelbauweise (NÖT, siehe U-Bahn-Strecke B (Frankfurt am Main)) innerstädtisch eingesetzt, was Breth geotechnisch betreute.
Zu seinen Studenten zählen Peter Amann (Professor an der ETH Zürich), Rainer Wanninger (Professor an der TH Braunschweig), Ulvi Arslan (Professor in Darmstadt), Rolf Katzenbach (Professor in Darmstadt).
Er war seit 2004 Ehrenmitglied der DGGT.

## Sonstiges
Breth ist der Vater der Theaterregisseurin Andrea Breth.

## Schriften
- Das Tragverhalten des Frankfurter Tons bei im Tiefbau auftretenden Beanspruchungen, Mitteilungen der Versuchsanstalt für Bodenmechanik und Grundbau der TH Darmstadt, Heft 4, 1970.
- mit Amann, D. Stroh Über den Einfluß des Verformungsverhaltes des Frankfurter Tons auf die Tiefenwirkung eines Hochhauses und die Form der Setzungsmulde, Mitteilung der Versuchsanstalt für Bodenmechanik und Grundbau der TH Darmstadt, Heft 15, 1975
- mit D. Stroh Das Verformungsverhalten des Frankfurter Tons beim Aushub einer tiefen Baugrube und bei der anschließenden Belastung durch ein Hochhaus, Baugrundtagung Frankfurt 1974, S. 51
- mit Amann Über die Setzung von Hochhäusern und über die Biegebelastung von Gründungsplatten, Bautechnik 1977, Heft 2, S. 37
- Der derzeitige Stand des Staudammbaues, Wasserwirtschaft, Band 62, 1972, Heft 1/2